# The Terror of the Air
The Terror of the Air è un cortometraggio muto del 1914 diretto da Frank Wilson.

## Trama
Una spia ruba un raggio segreto che usa per colpire una nave, utilizzandolo per sparare esplosivi a distanza.

## Produzione
Il film fu prodotto dalla Hepworth.

## Distribuzione
Distribuito dalla Hepworth, il film - un cortometraggio in due bobine - uscì nelle sale cinematografiche britanniche nel giugno 1914. Negli Stati Uniti, fu distribuito il 29 agosto dello stesso anno.
Si conoscono pochi dati del film che, prodotto dalla Hepworth, fu distrutto nel 1924 dallo stesso produttore, Cecil M. Hepworth. Fallito, in gravissime difficoltà finanziarie, il produttore pensò in questo modo di poter almeno recuperare il nitrato d'argento della pellicola.